# Asterix a Obelix: Mise Kleopatra
Asterix a Obelix: Mise Kleopatra (v originále Astérix & Obélix: Mission Cléopâtre) je celovečerní hraná komedie, vyprávějící o osudech Galů Asterixe a Obelixe, tentokrát ovšem neodehrávající se v jejich rodné Gálii, nýbrž ve starověkém Egyptě, kolem roku 52 př. n. l.

## Příběh
Arogantní a povýšenecký Gaius Julius Caesar nehodlá připustit, že by na světě mohlo být většího lidu, než toho římského a samozřejmě to dává své milence Kleopatře náležitě najevo. Ta se rozhodne, že mu dokáže, že se mýlí. Vsadí se s ním tedy, že mu postaví monumentální palác a to za pouhé 3 měsíce! Pokud se jí to podaří, přizná Caesar, že egyptský lid je stále největší mezi všemi.

Kleopatra pověří stavbou paláce poněkud legračně působícího architekta Numerobise. Prý díky jeho moderní vizi. Pokud přidělený úkol zvládne, zasypou ho zlatem. Pokud ne, bude předhozen krokodýlům. Svěření stavby do jeho rukou ovšem nese s velkou nelibostí Amonbofis, Kleopatřin dvorní architekt.

Numerobis je zpočátku zoufalý, jelikož není v lidských silách postavit stavbu takových rozměrů za tak krátkou dobu, v tom si ale vzpomene, že když byl malý, vyprávěl mu jeho táta o druidovi jménem Panoramix, který dokáže uvařit nápoj, dávající nadlidskou sílu. Vydává se tedy neprodleně do Galie, kde najde druida a žádá po něm nápoj. Panoramix nejprve odmítá, ale nakonec Numerobisovým prosbám podlehne a spolu s Asterixem, Obelixem a Idefixem se vydávají do Egypta.

Zde musí čelit řadě nesnází, včetně zlotřilých plánů Amonbofise a vraha Nexusise, kterého si najal, posádce malé pirátské lodi, nespokojenosti dělníků a v neposlední řadě i samotnému Caesarovi, který se pokusí palác zničit nejdříve přímým útokem a následně pomocí katapultů.

To by ovšem nebyli Asterix a Obelix, aby jim něco zabránilo v jejich plánech. Společně tedy překonají všechny překážky a nakonec je palác dokončen přesně na "poslední zrníčko".

Numerobis dostane svoji odměnu v podobě zlata, Panoramix obdrží vzácné svitky z Alexandrijské knihovny a Kleopatra s Caesarem si užívají v novém paláci.
Nakonec, jak je zvykem po každém dobrodružství Asterixe a Obelixe, probíhá velká oslava, ve filmu spíše humorně pojata jako (moderní) soukromá party.

## Herecké obsazení
- Christian Clavier – Asterix (český dabing : Pavel Trávníček)
- Gérard Depardieu – Obelix (český dabing : Jiří Štěpnička)
- Claude Rich – Panoramix (český dabing : Otakar Brousek starší)
- Jamel Debbouze – Numerobis (český dabing : Josef Carda)
- Monica Bellucciová – Kleopatra (český dabing : Zlata Adamovská)
- Alain Chabat – Caesar (český dabing : Vladislav Beneš)
- Gérard Darmon – Amonbofis (český dabing : Boris Rösner)
- Édouard Montoute – Nexusis (český dabing : Bohdan Tůma)
- Dieudonné – Casius Céplus (český dabing : Jan Šťastný)
- Édouard Baer – Otis (český dabing : Jiří Langmajer)
- Isabelle Nanty – Itineris (český dabing : Hana Ševčíková)

a další

## Postavy
- Asterix - Chytrý Gal malého vzrůstu s knírem a typickou stříbrnou galskou přilbicí s pery po stranách. Nejlepší přítel Obelixe.
- Obelix - Obtloustlý Gal, který nepotřebuje pít kouzelný nápoj, jelikož do něho spadl když byl malý. Nejlepší přítel Asterixe.
- Panoramix - Stařičký druid schopný uvařit kouzelný nápoj dávající nadlidskou sílu. Přítel Numerobisova otce.
- Numerobis - Mladý architekt, pověřený stavbou Caesarova paláce.
- Kleopatra - Egyptská královna a Caesarova milenka, která nehodlá přiznat, že egyptský lid časem ztratil na své pomyslné velikosti.
- Caesar - Římský císař. Má slabost pro svoji milenku Kleopatru, ale rád ji provokuje.
- Amonbofis - Kleopatřin zlotřilý dvorní architekt s výstřední bradkou.
- Nexusis - Holohlavý vrah najatý Amonbofisem, aby všemožně kazil průběh stavby.
- Casius Céplus - Generál Caesarových vojsk. Často komicky komolí galská i římská jména a nenávidí když ho následně někdo opravuje.
- Otis - Numerobisův písař. Má rád dlouhé a poetické proslovy, což okolí často nepřijímá nejlépe.
- Itineris - Jedna z dělnic pracující na Caesarově paláci. V pozdější fázi příběhu vůdkyně dělnických odborů, požadující lepší pracovní podmínky.
- Malococsis - Obyvatel Alexandrie, na jehož stavbě pracoval Numerobis předtím, než byl povolán Kleopatrou.
- pirát Rudovous - Kapitán malé pirátské loďky, která je v příběhu 3x potopena Asterixem a Obelixem.